# Photodotis abachausi
Photodotis abachausi är en fjärilsart som beskrevs av Antonius Johannes Theodorus Janse 1958. Photodotis abachausi ingår i släktet Photodotis och familjen stävmalar. Inga underarter finns listade i Catalogue of Life.